# یولسرود

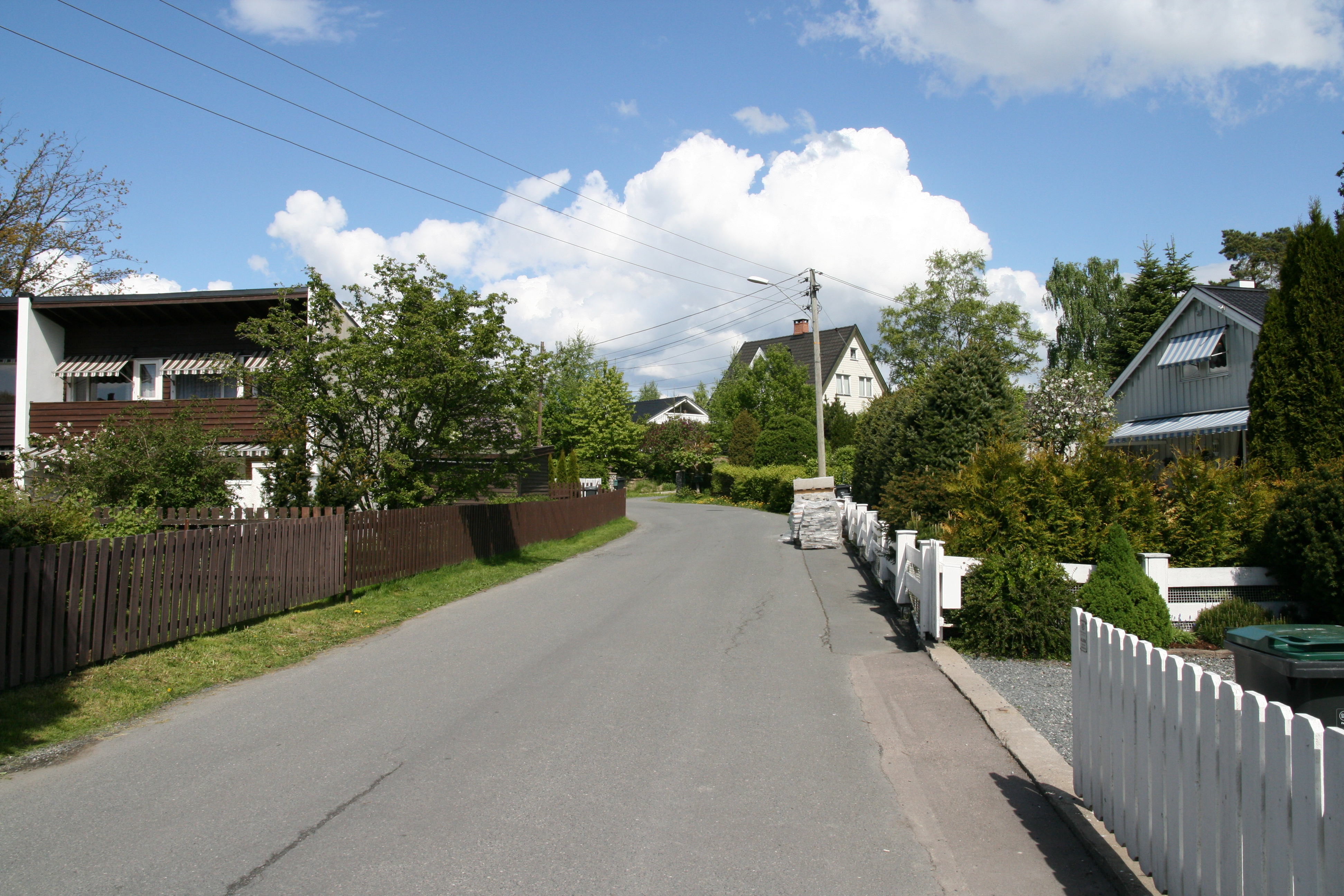
خیابانی در یولسرود

یولسرود یا اولسرود (به نروژی: Ulsrud) محله‌ای در اسلو، نروژ است. قبلاً مزرعه‌ای باستانی بود و بین دریاچه‌های Østensjøvannet و Ulsrudvannet قرار داشت. این محله توسط ایستگاه اولسرود به متروی اسلو در خط Østensjø متروی اسلو دسترسی دارد.